# Savoyai Berta aragóniai királyné
Savoyai Berta (1075 körül – 1111 előtt) aragóniai és navarrai királyné, I. Péter navarrai és aragóniai király felesége.
Születési helye és szülei neve nem ismeretes. Keresztneve alapján valószínű, hogy itáliai származású lehetett.

## Élete
1097. augusztus 16-án Huescában nőül ment a körülbelül 29 éves, özvegy és kétgyermekes I. Péter navarrai–aragóniai királyhoz, akinek hét éven át volt a hitvese; közös gyermekük nem született. 1104. szeptember 27-én vagy 29-én megözvegyült, ám mivel férje mindkét gyermeke meghalt, így a megüresedett trónt a néhai uralkodó féltestvére, Alfonz foglalta el. Az új király hozományt biztosított Bertának, hátha újra férjhez kívánna menni, ám erre már nem került sor.
Azt, hogy hol halt meg az asszony, nem tudni, feltételezhetően valamikor 1111 előtt hunyt el. Vajay Szabolcs genealógus szerint Berta talán I. Péter szavojai gróf és Aquitániai Ágnes leánya lehetett.